# Don Adams (basket-ball)
Donald L. Adams, né le 17 novembre 1947 à Atlanta en Géorgie et mort le 25 décembre 2013 , est un joueur professionnel de basket-ball.
Don Adams effectue sa carrière universitaire à l'université Northwestern.
il est sélectionné en 120e position au 8e tour de la Draft 1970 de la NBA par les Rockets de San Diego, en joue ensuite pour les Hawks d'Atlanta, les Pistons de Détroit et les Braves de Buffalo.
Il effectue aussi un passage en ABA chez les Spirits de Saint-Louis.